# 小行星2217
小行星2217（2217 Eltigen）是一颗绕太阳运转的小行星，为主小行星带小行星。该小行星于1971年9月26日发现。
該小行星以蘇聯紅軍於1943年11月登陸的地點埃利季根命名。

## 轨道参数
小行星2217的轨道半长轴为3.1641419 UA，离心率为0.159。